# Crookston (Minnesota)
Pour les articles homonymes, voir Crookston.
La ville américaine de Crookston est le siège du comté de Polk, dans l’État du Minnesota.

## Transports
Crookston possède un aéroport (Kirkwood Field, code AITA : CKN).